# Brent Fedyk
Brent Anthony Fedyk (* 3. März 1967 in Yorkton, Saskatchewan) ist ein ehemaliger kanadischer Eishockeyspieler, der im Verlauf seiner aktiven Karriere zwischen 1983 und 2000 unter anderem 486 Spiele für die Detroit Red Wings, Philadelphia Flyers, Dallas Stars und New York Rangers in der National Hockey League (NHL) auf der Position des rechten Flügelstürmers bestritten hat. Seinen größten Karriereerfolg feierte Fedyk jedoch im Trikot der Adirondack Red Wings aus der American Hockey League (AHL) mit dem Gewinn des Calder Cups im Jahr 1989.

## Karriere
Fedyk begann seine Karriere 1983 bei den Regina Pats aus der kanadischen Juniorenliga Western Hockey League (WHL). Er spielte dort eine solide erste Saison mit 43 Scorerpunkten in 63 Spielen und zog mit der Mannschaft bis ins Finale der Playoffs ein, wo sie den Kamloops Junior Oilers unterlagen. In den folgenden zwei Jahren entwickelte sich Fedyk zu einem guten Zwei-Wege-Stürmer mit Fähigkeiten in der Offensive und Defensive, weshalb er im NHL Entry Draft 1985 von den Detroit Red Wings aus der National Hockey League (NHL) in der ersten Runde an der achten Gesamtposition ausgewählt wurde. In seiner vierten Saison bei den Junioren wurde er 1986 von den Regina Pats innerhalb der WHL zu den Seattle Thunderbirds transferiert, die ihn nach nur 13 Spielen an die Portland Winter Hawks abgaben.
Zur Spielzeit 1987/88 gab Fedyk schließlich sein Debüt bei den Profis und verbrachte den Großteil der Saison in der American Hockey League (AHL) bei den Adirondack Red Wings, dem damaligen Farmteam Detroits. In seinem zweiten Jahr in Adirondack gehörte er bereits zu den Führungsspielern, erzielte 40 Tore in 66 Spielen und bereitete weitere 28 Treffer vor. Am Ende der Saison gewann er mit der Mannschaft den Calder Cup, wobei er beim entscheidenden 10:7-Sieg über die New Haven Nighthawks einen Hattrick erzielte. Nachdem Fedyk bereits in seinen ersten zwei Jahren neben seinen Einsätzen für die Adirondack Red Wings auch sieben Mal für Detroit in der NHL gespielt hatte, durfte er in der Saison 1989/90 öfter für Detroit aufs Eis, verbrachte die Hälfte der Spielzeit aber weiterhin in der AHL. Im Spieljahr 1990/91 gelang ihm schließlich der Sprung in den Stammkader der Detroit Red Wings und erzielte 35 Scorerpunkte in 67 Spielen. In seiner zweiten Saison in der NHL ließ seine Produktivität aber nach und er wurde im Herbst 1992 im Tausch für ein Viertrunden-Wahlrecht im NHL Entry Draft 1993 zu den Philadelphia Flyers transferiert.
In Philadelphia erlebte er eine deutliche Steigerung und spielte die beste Spielzeit seiner NHL-Karriere mit 21 Toren und 38 Assists. In der Saison 1993/94 konnte er noch teilweise an die Leistungen anknüpfen, als er erneut die Marke von 20 Saisontoren erreichte, jedoch sank seine Punkteausbeute in der folgenden Saison weiter. Im Dezember 1995 wurde er in einem Transfergeschäft im Tausch für Trent Klatt zu den Dallas Stars geschickt, wo er die Saison zu Ende spielte. Zwar gelang es ihm zum dritten Mal in seiner Karriere die 20-Tore-Marke zu erreichen, jedoch erhielt er im Sommer 1996 keine Vertragsverlängerung. Auch die anderen NHL-Franchises wollten Fedyk nicht unter Vertrag nehmen und so spielte er in der Saison 1996/97 in neun Spielen für die Michigan K-Wings aus der zweitklassigen International Hockey League (IHL). Das folgende Jahr verbrachte er ebenfalls in der IHL und spielte dort für die Detroit Vipers und Cincinnati Cyclones. Durch gute Leistungen und 75 Scorerpunkte in 66 Spielen konnte er sich wieder empfehlen und erhielt im August 1998 von den New York Rangers einen NHL-Vertrag.
Die Saison 1998/99 sollte schließlich seine letzte Saison in der NHL gewesen sein und er kam in 67 Spielen auf vier Tore und sechs Vorlagen. Im Sommer 1999 wechselte er nach Europa in die Deutsche Eishockey Liga (DEL) zu den Kassel Huskies und beendete im Jahr 2000 im Alter von 33 Jahren seine aktive Karriere.

## Erfolge und Auszeichnungen
- 1986 WHL East Second All-Star Team
- 1989 Calder-Cup-Gewinn mit den Adirondack Red Wings

## Karrierestatistik
(Legende zur Spielerstatistik: Sp oder GP = absolvierte Spiele; T oder G = erzielte Tore; V oder A = erzielte Assists; Pkt oder Pts = erzielte Scorerpunkte; SM oder PIM = erhaltene Strafminuten; +/− = Plus/Minus-Bilanz; PP = erzielte Überzahltore; SH = erzielte Unterzahltore; GW = erzielte Siegtore; 1 Play-downs/Relegation; Kursiv: Statistik nicht vollständig)